# Dolichoderus kathae
Dolichoderus kathae   (лат.) — вид муравьёв рода Dolichoderus из подсемейства Dolichoderinae (Formicidae). Южная Австралия. Длина около 5 мм, окраска в основном коричневая, ноги светлее, брюшко — буровато-чёрное. Пронотум округлый без шипиков, проподеум лишь с небольшими угловидными выступами, но без шипиков (australis group). Головной индекс (CI, соотношение ширины головы к длине × 100): 84—89. Длина головы рабочих 1,01—1,07 мм, длина скапуса 1,00—1,03 мм, ширина головы 0,86—0,92 мм. Индекс скапуса (SI, соотношение длины скапуса к длине головы × 100): 111—116. Скульптура тела тонкая. Стебелёк между грудкой и брюшком состоит из одного членика петиолюса. Dolichoderus kathae сходен с видами Dolichoderus rutilus и Dolichoderus parvus, отличаясь от них формой пронотума и проподеума. 
Вид был впервые описан в 2013 году австралийскими мирмекологами Стивеном Шаттаком и Шароном Марзденом (Shattuck Steven O. & Sharon Marsden; CSIRO Ecosystem Sciences, Канберра, Австралия).